# 邁阿密國際電影節
邁阿密國際電影節（英語：Miami International Film Festival）是邁阿密的年度电影节，獨立展示美國和國際電影，其展示焦點為伊比利亚美洲系列電影。